# Kolgaküla
Kolgaküla – wieś w Estonii, w prowincji Harju, w gminie Kuusalu.